# Eucalyptus fraxinoides
Eucalyptus fraxinoides là một loài thực vật có hoa trong Họ Đào kim nương. Loài này được H.Deane & Maiden mô tả khoa học đầu tiên năm 1898.

## Hình ảnh
<gallery>
Tập tin: